# Scheibengrün
Scheibengrün ist ein Gemeindeteil der Gemeinde Köditz im Landkreis Hof (Oberfranken, Bayern). Scheibengrün liegt in der Gemarkung Köditz.

## Geografie
Westlich der Einöde fließt der Steinbach, ein linker Zufluss des Göstrabachs. Ein Anliegerweg führt 700 Meter östlich zu einer Gemeindeverbindungsstraße, die südlich nach Köditz bzw. nördlich zur Bundesstraße 173 verläuft.

## Geschichte
Von 1797 bis 1810 unterstand Scheibengrün dem Justiz- und Kammeramt Hof. Infolge des Ersten Gemeindeedikts wurde Scheibengrün dem 1812 gebildeten Steuerdistrikt Köditz und der zugleich entstandenen Ruralgemeinde Köditz zugewiesen.

### Einwohnerentwicklung
| Jahr      | 001819 | 001861 | 001871 | 001885 | 001900 | 001925 | 001950 | 001961 | 001970 | 001987 |
| Einwohner | *      | 10     | 13     | 9      | 6      | 10     | 11     | 7      | 7      | 4      |
| Häuser    |        |        |        | 2      | 2      | 2      | 1      | 2      |        | 2      |
| Quelle    | [ 5 ]  | [ 8 ]  | [ 9 ]  | [ 10 ] | [ 11 ] | [ 12 ] | [ 13 ] | [ 14 ] | [ 15 ] | [ 1 ]  |

## Religion
Scheibengrün ist evangelisch-lutherisch geprägt und bis heute nach St. Leonhard (Köditz) gepfarrt.